# Hanne Windfeld
Hanne Windfeld (Lund) (født 4. marts 1959) er en dansk skuespiller, uddannet fra Statens Teaterskole i 1985. 
Hun er gift med forfatter, psykoterapeut og sexolog Per Holm Knudsen.
Hanne Windfeld har bl.a. arbejdet på:
- Det Kongelige Teater
- Folketeatret
- Gladsaxe Teater
- Husets Teater på Halmtorvet
- Edison (Betty Nansen Teatret)
- Taastrup Teater
- Odense Teater
- Aalborg Teater
- Århus Teater
- Team Teatret

## Film
- Dagens Donna (1990)
- Den sommer ved havet (1994)
- Kun en pige (1995)
- Elsker dig for evigt (2002)

## Tv
- Viola i Bamse
- Tørk Haxthausen: Strenge tider (1994) afsnit nr: 1 & 3
- Eddie Thomas Petersen: Strisser på Samsø (1998) afsnit nr: 10
- Nikoline Werdelin: Den blinde maler Tv-drama (1999)
- Charlotte Sieling: Rejseholdet (2000-2003) afsnit 8 og 9
- Charlotte Sieling: Krøniken (2003-2004) afsnit 10
- Nikoline Werdelin: Martas tema Tv-drama (2006)
- Stig Thorsboe & Hanna Lundblad: Badehotellet TV2 2015 2. sæson afsnit nr: 4 & 5
- Norskov TV2 2015
- DNA TV2 2019

## Priser og hædersbevisninger
- 1989: Marguerite Viby's Legat
- 1993: Agnes Rehnis Legat
- 2000: Lise Volsts Legat
- 2007: Georg Philipps Legat
- 2011: Normineret til Reumertprisen for Årets Kvindelige Hovedrolle i Anna Sophie Hedvig
- 2016-17: Prisen som Årets skuespiller i Nordjylland 2016-17 fra Torben Vejs Fond
- 2017: Normineret til Reumertprisen for Årets Kvindelige Enseblerolle i Drengen der ville være vægtløs